# David Levithan
David Levithan (Millburn, Nueva Jersey, 7 de septiembre de 1972), que también escribió bajo el seudónimo de David Van Etten, es un escritor y editor estadounidense de literatura juvenil. Su primer libro, Chico conoce a chico, fue publicado por Knopf Books for Young Readers en 2003. Ha escrito numerosos trabajos que presentan fuertes personajes gays, a destacar Chico conoce a chico y Naomi and Ely's No Kiss List.

## Biografía
Levithan nació y se crio en Short Hills, municipio de Millburn, Nueva Jersey, en una familia de origen judío, graduando en 1990 en Millburn High School. A los diecinueve, Levithan consiguió una pasantía en Scholastic Corporation donde comenzó a trabajar en la serie El club de las canguro. Levithan todavía trabaja para Scholastic como director editorial. También es el editor cofundador de PUSH, un sello de Scholastic Press de libros juveniles, enfocado a explorar nuevos autores. PUSH publica material más arriesgado para jóvenes y es donde Patricia McCormick tuvo sus inicios con Cut en 2002.
En una entrevista con Barnes & Noble, Levithan dijo que aprendió a escribir libros divertidos y conmovedores de Alexander and the Terrible, Horrible, No Good, Very Bad Day, de Judith Viorst. Continúa el trabajo como escritor y editor diciendo: «Me encanta editar tanto, si no más, que escribir».
Tres de las novelas de Levithan han sido adaptadas al cine. Su primera colaboración con Rachel Cohn, Nick and Norah's Infinite Playlist, fue publicada en 2006 y adaptada en 2008. La novela Every Day, de 2012 fue adaptada en 2018. Su segunda colaboración con Rachel Cohn, Naomi and Ely's No Kiss List, fue publicada en 2007 y adaptada en 2015.
Levithan ha residido en Hoboken, New Jersey.
En 2016, Levithan ganó el Premio Margaret Edwards por The Realm of Possibility, Chico conoce a chico, Love Is the Higher Law, How They Met, and Other Stories, Wide Awake y Nick and Norah's Infinite Playlist.

### Novelas
- The Lover's Dictionary (2011)

### Novelas juveniles
Serie Disaster Zone:
1. In the Eye of the Tornado (1998)
2. In the Heart of the Quake (1998)

Serie Likely Story (con David Ozanich y Chris Van Etten; como David Van Etten):
1. Likely Story (2008)
2. All That Glitters (2008)
3. Red Carpet Riot (2009)

Serie Will Grayson, Will Grayson:
1. Will Grayson, Will Grayson (2010), con John Green
2. El sueño de Tiny Cooper (Hold Me Closer: The Tiny Cooper Story) (2015)

Serie Dash & Lily, con Rachel Cohn:
1. Dash & Lily's Book of Dares (2010)
2. Cuaderno para dos (The Twelve Days of Dash & Lily) (2016)
3. Mind the Gap, Dash & Lily (2020)

Serie Cada día (Every Day):
1. Cada día (Every Day) (2012)
2. Another Day (2015)
3. Someday (2018)

Independientes:
- 10 Things I Hate About You (1999)
- The Mummy (1999), con Stephen Sommers
- Survivor (2000), con David Benjamin, serie The Sixth Sense: Secrets from Beyond #1
- Charlie's Angels: Full Throttle (2003)
- Chico conoce a chico (Boy Meets Boy) (2003)
- The Perfect Score (2004)
- The Realm of Possibility (2004)
- Are We There Yet? (2005)
- Marly's Ghost (2005), ilustrada por Brian Selznick
- Wide Awake (2006)
- Nick and Norah's Infinite Playlist (2006), con Rachel Cohn
- Naomi and Ely's No Kiss List (2007), con Rachel Cohn
- Love is the Higher Law (2009)
- Every You, Every Me (2011)
- Dos chicos besándose (Two Boys Kissing) (2013)
- Invisibility (2013), con Andrea Cremer
- Solo tú me conoces (You Know Me Well) (2016), con Nina LaCour
- Dear Diary (2017)
- Sam & Ilsa's Last Hurrah (2018), con Rachel Cohn
- The Mysterious Disappearance of Aidan S. (as Told to His Brother) (2021)[7]

### Cuentos juveniles
Colecciones:
- How They Met, and Other Stories (2008), colección de 18 cuentos:
"Starbucks Boy", "Miss Lucy Had a Steamboat", "The Alumni Interview", "The Good Witch", "The Escalator, a Love Story", "The Number of People who Meet on Airplanes", "Andrew Chang", "Flirting with Waiters", "Lost Sometimes", "Princes", "Breaking and Entering", "Skipping the Prom", "A Romantic Inclination", "What a Song Can Do", "Without Saying", "How They Met", "Memory Dance", "Intersection"
- Six Earlier Days (2012), serie Every Day #0.5, colección de 6 cuentos:
"Day 3722", "Day 2919", "Day 5624", "Day 5909", "Day 5915", "Day 5931"
- 19 Love Songs (2020), colección de 16 cuentos, 2 poemas y 1 cómic:
"Quiz Bowl Antichrist", "Day 2934" (serie Every Day #0.1), "The Good Girls", "The Quarterback and the Cheerleader" (serie Boy Meets Boy), "The Mulberry Branch" (poema), "Your Temporary Santa", "Storytime", "A Better Writer", "8-Song Memoir", "Snow Day" (serie Two Boys Kissing), "The Woods", "A Brief History of First Kisses" (cómic), "As the Philadelphia Queer Youth Choir Sings Katy Perry's 'Firework'", "The Vunerable Hours", "Twelve Months", "The Hold", "How My Parents Met", "We", "Give Them Words" (poema)

No publicados en colecciones:
- "A Word From the Nearly Distant Past" (2009)
- "The Skeleton Keeper" (2010)
- "Day 3196" (2018), serie Every Day #0.2

### Cómics
- Be More Chill: The Graphic Novel (2021), con Ned Vizzini, ilustraciones de Nick Bertozzi

### No ficción
- Malcolm in the Middle Scrapbook: Malcolm's Family Album (2000), libro de recortes
- Journey Through the Lost Canyon (2000), guía
- 101 Ways to Get Away With Anything! (Malcolm in the Middle), o Malcolm's Really Useful Guide to Getting Away with Anything! (2002), guía
- 101 Ways to Stop Being Bored! (2003), guía

### Antologías y novelas editadas
- You Are Here, This is Now: The Best Young Writers and Artists in America: A Push Anthology (2002)
- Friends: Stories about New Friends, Old Friends and Unexpectedly True Friends, ed. con Ann M. Martin (2005)
- When We Are, What We See: A Push Anthology (2005)
- The Full Spectrum: A New Generation of Writing About Gay, Lesbian, Bisexual, Transgender, Questioning and Other Identities, ed. con Billy Merrell (2006)
- 21 Proms, ed. con Daniel Ehrenhaft (2007)
- We Are Quiet, We Are Loud: The best young writers and artists in America: a Push anthology (2008)
- How to Say Goodbye in Robot, novela de Natalie Standiford (2009)

## Premios
- Premio Literario Lambda 2004 en la categoría Literatura infantil o juvenil, por Chico conoce a chico[8]
- Premio Literario Lambda 2007 en la categoría LGBT infantil o juvenil, por The Full Spectrum[9]
- Premio Margaret Edwards 2016

## Novelizaciones
- Novela 10 Things I Hate About You, novelización de la película 10 Things I Hate About You (1999)[10]
- Novela The Mummy, novelización de la película La momia (1999)
- Novela Charlie's Angels: Full Throttle, novelización de la película Los ángeles de Charlie: Al límite (2003)
- Novela The Perfect Score, novelización de la película The Perfect Score (2004)

## Adaptaciones
- Nick y Nora, una noche de música y amor (2008), película dirigida por Peter Sollett, basada en la novela juvenil Nick and Norah's Infinite Playlist
- La lista de no besar de Naomi y Ely (2015), película dirigida por Kristin Hanggi, basada en la novela juvenil Naomi and Ely's No Kiss List
- Cada día (2018), película dirigida por Michael Sucsy, basada en la novela juvenil Every Day
- Dash & Lily (2020), serie creada por Joe Tracz, basada en la serie de novelas juveniles Dash & Lily